# Opossum à grosse queue
Lutreolina crassicaudata
Genre
Espèce
Répartition géographique
Statut de conservation UICN

 LC  : Préoccupation mineure
L’Opossum à grosse queue (Lutreolina crassicaudata) est une espèce de mammifères marsupiaux de la famille des Didelphidae (les opossums d'Amérique) de la sous-famille des Didelphinés. Elle était considérée comme la seule espèce du genre Lutreolina, jusqu'à la découverte en 2014 d'une nouvelle espèce, Lutreolina massoia.

## Description
L’Opossum à grosse queue atteint une longueur de 21 à 45 cm pour le corps, avec une longueur de queue de 21 à 31 cm. Il pèse de 200 à 550 g. Il s'agit d'un opossum très particulier, au corps allongé comme une fouine et à la fourrure dense, rouge ou jaunâtre. Il est doté de petites oreilles arrondies et avec des membres et un museau courts. Sa longue queue velue n'est pas préhensile, tout comme les opossums de la même famille.
On le trouve au Brésil, en Argentine, Bolivie, Uruguay, Paraguay, Colombie et Guyana. Les populations de ces deux derniers pays sont isolées des autres.
On le trouve dans les zones d'eau stagnantes, dans les habitats marécageux ou à proximité.
Ce sont des animaux nocturnes qui peuvent très bien nager et grimper. Ils se nourrissent de poissons, d'autres petits vertébrés et d'insectes.

## Liste des sous-espèces
Selon Mammal Species of the World (version 3, 2005)  (26 mai 2010) :
- sous-espèce Lutreolina crassicaudata crassicaudata
- sous-espèce Lutreolina crassicaudata turneri